# (8855) Miwa
(8855) Miwa est un astéroïde de la ceinture principale.

## Description
(8855) Miwa est un astéroïde de la ceinture principale. Il fut découvert le 3 mai 1991 à Kiyosato par Satoru Ōtomo et Osamu Muramatsu. Il présente une orbite caractérisée par un demi-grand axe de 2,28 UA, une excentricité de 0,17 et une inclinaison de 5,5° par rapport à l'écliptique.

## Compléments